# Nationale-Nederlanden
Nationale-Nederlanden (NN) és una de les companyies asseguradores més grans dels Països Baixos. L'empresa va ser formada per una fusió el 1962 entre el Assurantie Maatschappij tegen Brandschade De Nederlanden van 1845 (empresa d'assegurança contra incendis dels Països Baixos) i el Nationale Levensverzekeringsbank (literalment en català banc nacional d'assegurança de vida). Aquesta fusió era considerada necessària a causa de la baixada de quota de mercat i l'amenaça de preses de poder. El 1991 NN es va fusionar amb el NMB Postbank Groep, per formar el grup ING.
La seu de l'empresa es troba a La Haia i Rotterdam. A Rotterdam és localitzada en el gratacel Gebouw Delftse Poort, el qual era el gratacel més alt en el Països Baixos fins a l'any 2009. A banda d'aquestes dues oficines, l'empresa té una oficina en Ede (RVS anterior) però no altres oficines principals en el Netherlands, en comptes d'això NN principalment confia en intermediaris independents per vendre assegurances.
El 2008 es va separar del grup ING, quan la Comissió Europea va decidir la separació del negoci de banca i assegurances del grup ING, després de la injecció de capital que la companyia va rebre del Govern neerlandès. El 2011, les operacions de tots dos negocis estaven separades i, dos anys després, el 2013, va néixer el grup NN, companyia asseguradora i de gestió d'actius. El 2 de juliol de 2014, el grup NN va començar a cotitzar en Euronext d'Amsterdam, passant a ser un grup independent. El procés de separació està previst que culmini al desembre de 2016, una vegada que el grup ING s'hagi desfet del 100% de les seves accions del grup NN.COM.